# Bone Gap
Bone Gap es una villa ubicada en el condado de Edwards en el estado estadounidense de Illinois. En el Censo de 2010 tenía una población de 246 habitantes y una densidad poblacional de 158,57 personas por km².

## Geografía
Bone Gap se encuentra ubicada en las coordenadas 38°26′42″N 87°59′51″O / 38.44500, -87.99750. Según la Oficina del Censo de los Estados Unidos, Bone Gap tiene una superficie total de 1.55 km², de la cual 1.55 km² corresponden a tierra firme y (0%) 0 km² es agua.

## Demografía
Según el censo de 2010, había 246 personas residiendo en Bone Gap. La densidad de población era de 158,57 hab./km². De los 246 habitantes, Bone Gap estaba compuesto por el 99.59% blancos, el 0.41% eran afroamericanos, el 0% eran amerindios, el 0% eran asiáticos, el 0% eran isleños del Pacífico, el 0% eran de otras razas y el 0% pertenecían a dos o más razas. Del total de la población el 2.44% eran hispanos o latinos de cualquier raza.